# Seweryn Wilimowski
Seweryn Józef Leopold Wilimowski (ur. 14 grudnia 1894 we Lwowie, zm. 1 sierpnia 1977) – major dyplomowany piechoty Wojska Polskiego.

## Życiorys
Seweryn Józef Leopold Wilimowski urodził się 14 grudnia 1894 roku w rodzinie Leopolda (1863–1943) i Anieli z Kozłowskich (1865–1932)  we Lwowie.
W czasie I wojny światowej walczył w szeregach c. i k. Armii. Na stopień podporucznika został mianowany ze starszeństwem z 1 lutego 1917 roku w korpusie oficerów rezerwy piechoty. Jego oddziałem macierzystym był Galicyjski Pułk Piechoty Nr 30 ze Lwowa.
Do Wojska Polskiego został przyjęty w stopniu podporucznika z byłej c. i k. Armii. 1 czerwca 1921 roku pełnił służbę w Obozie Internowanych Nr 5 w Strzałkowie, a jego oddziałem macierzystym był 56 Pułk Piechoty Wielkopolskiej. 3 maja 1922 roku został zweryfikowany w stopniu kapitana ze starszeństwem z dniem 1 czerwca 1919 roku i 1359. lokatą w korpusie oficerów piechoty, a jego oddziałem macierzystym był 56 pułk piechoty wielkopolskiej w Krotoszynie. W 1923 roku pełnił służbę w Oddziale V Sztabu Dowództwa Okręgu Korpusu Nr VII w Poznaniu, pozostając oficerem nadetatowym 56 pp. W maju następnego roku został przeniesiony do 57 pułku piechoty wielkopolskiej w Poznaniu. Z dniem 20 lipca 1925 roku został przydzielony do oddziału macierzystego (57 pp) z jednoczesnym przeniesieniem służbowym na okres trzech miesięcy do 7 pułku strzelców konnych wielkopolskich w Poznaniu celem praktycznego zapoznania się z organizacją, uzbrojeniem i regulaminami kawalerii. Z dniem 1 listopada 1925 roku został powołany do Wyższej Szkoły Wojennej w Warszawie, w charakterze słuchacza Kursu 1925/1927. Z dniem 28 października 1927 roku, po ukończeniu kursu i otrzymaniu dyplomu naukowego oficera Sztabu Generalnego, został przeniesiony do Korpusu Ochrony Pogranicza. W 1928 roku był szefem sztabu 4 Brygady Ochrony Pogranicza w Czortkowie. Z dniem 1 listopada 1930 roku został przeniesiony z KOP do Dowództwa Okręgu Korpusu Nr VII w Poznaniu. Z dniem 1 czerwca 1934 roku został skierowany na miesięczną praktykę w Ministerstwie Spraw Wewnętrznych. Z dniem 30 czerwca 1934 roku został przeniesiony do rezerwy z  równoczesnym przeniesieniem w rezerwie do Oficerskiej Kadry Okręgowej Nr VII. W latach 1935–1939 był starostą powiatu krotoszyńskiego.
Po wybuchu II wojny światowej ewakuował się do Żółkwi, a po wkroczeniu wojsk sowieckich przekroczył granicę z Rumunią. Tam był przez kilka miesięcy internowany, w marcu 1940 przedostał się do Francji. W Wojsku Polskim we Francji zarządzeniem Wodza Naczelnego z dniem 3 maja 1940 został awansowany na stopień majora piechoty, służył w Oddziale III Sztabu Naczelnego Wodza. W czerwcu 1940 przedostał się do Wielkiej Brytanii, w latach 1940-1942 służył w kwatermistrzostwie I Korpusu, od 1942 w kwatermistrzostwie Sztabu Generalnego. W 1946 powrócił do Polski, od 1947 pracował w ekspozyturze Polskiej Żeglugi na Odrze w Golęcinie, od 1950 w ekspozyturze Polskiej Żeglugi na Odrze we Wrocławiu.
Był dwukrotnie żonaty. Z pierwszą żoną Aleksandrą z Kiewnarskich (1897–1943) miał syna Seweryna (ur. 11 lutego 1922 w Poznaniu, zm. 8 listopada 1980 w Szczecinie), który w okresie okupacji należał do AK. Był żołnierzem Kedywu Podokręgu AK Rzeszów, kierowanego przez Zenona Sobotę ps. „Świda”. Po wojnie, będąc kierownikiem w Centrali Przeładunków Węglowych na Wybrzeżu „Huk” zatrudniał ludzi niewykwalifikowanych w obsługiwaniu parowozów przetokowych, przez co dochodziło do częstych awarii . Jego drugą żoną była Irena Kierska z Urbanowskich h. Prus (1904–1991) .

## Ordery i odznaczenia
- Złoty Krzyż Zasługi (dwukrotnie: 11 listopada 1937[19], 15 czerwca 1939[20])
- Srebrny Krzyż Zasługi (2 września 1929)[21][22]
- Brązowy Medal Waleczności (Austro-Węgry)[23]